# تمارا كورباتش
تمارا كورباتش (مواليد 12 مايو 1995) لاعبة تنس ألمانية، في ديسمبر 2017 فازت بلقب الفردي في البطولة الوطنية الألمانية، ووصلت إلى تصنيفها الفردي كأفضل رقم 107 عالميًا في أغسطس 2019، شاركت كورباتش لأول مرة في جولة اتحاد لاعبات التنس المحترفات في بطولة سويسرا المفتوحة 2016 في فئة الزوجي ، حيث شاركت إيكاترينا ياشينا.